# Marit Bergson
Marit Bergson, född 27 januari 1926 i Hedvig Eleonora församling, Stockholm, är en svensk skådespelare och scripta.
Bergson utvandrade till USA 1971, då hennes make, operaregissören Göran Gentele, övertog ledningen av Metropolitan Opera. Maken omkom i en bilolycka på Sardinien 1972, i vilken parets båda döttrar också dog. Själv skadades hon svårt i olyckan, men återhämtade sig. 1974 gifte hon sig med journalisten Sydney Gruson som avled 1998.
Hon är dotter till grosshandlaren Isak Bergson och skådespelaren och författaren Greta Bergson, ogift Smedberg.

## Filmografi
- 1948 – På dessa skuldror
- 1950 – Flicka och hyacinter

## Teater

### Roller
| År   | Roll        | Produktion                       | Regi               | Teater         |
| ---- | ----------- | -------------------------------- | ------------------ | -------------- |
| 1948 | Köksan      | En vildfågel Jean Anouilh        | Rune Carlsten      | Dramaten       |
| 1948 | Mme Lamadon | Fettpärlan Gösta Sjöberg         | Harry Roeck-Hansen | Blancheteatern |
| 1949 | Jane Brooks | De fem fåglarna Staffan Tjerneld | Björn Berglund     | Blancheteatern |